# Gabriella Szűcs (Wasserballspielerin)

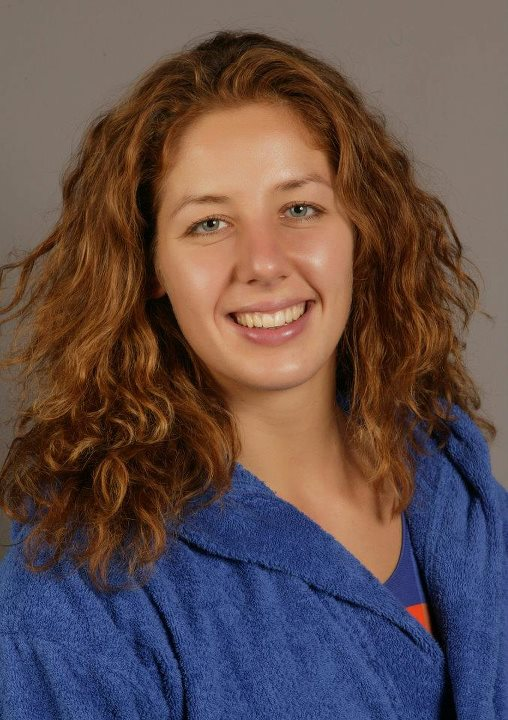
Gabriella Szűcs (2012)

Gabriella Szűcs (* 7. März 1988 in Székesfehérvár) ist eine ungarische Wasserballspielerin. Sie war Olympiadritte 2021, Weltmeisterschaftsdritte 2013 und Europameisterin 2016, zweimal war sie Europameisterschaftsdritte.

## Karriere
Die 1,83 m große Gabriella Szűcs war mit Dunaújvárosi Főiskola VE und mit UVSE aus Budapest ungarische Meisterin, zuletzt 2022. Mit CN Sabadell gewann sie drei spanische Meistertitel und ebenfalls dreimal die Euro League.
International war sie bereits im Juniorenbereich erfolgreich. So belegte sie mit der ungarischen Mannschaft 2007 den dritten Platz bei den Juniorenweltmeisterschaften. Ihre erste Medaille im Erwachsenenbereich gewann sie bei der Europameisterschaft 2012 in Eindhoven, als die ungarische Mannschaft den dritten Platz hinter Italien und Griechenland belegte. Im Spiel um Bronze siegten die Ungarinnen mit 9:8 gegen die Russinnen. Bei den Olympischen Spielen in London belegten die Ungarinnen in der Vorrunde den dritten Platz in ihrer Gruppe. Mit einem Viertelfinalsieg über die Russinnen erreichten die Ungarinnen das Halbfinale und belegten nach zwei Niederlagen gegen Spanien und Australien den vierten Platz. Szűcs war in allen sechs Spielen dabei und erzielte insgesamt zwölf Tore.
Im Jahr darauf gewannen bei der Weltmeisterschaft 2013 die Spanierinnen vor den Australierinnen. Im Spiel um Bronze trafen die Ungarinnen wie im Vorjahr auf die Russinnen und siegten diesmal mit 10:8. Gabriella Szűcs erzielte im Turnierverlauf acht Treffer. 2014 bei der Europameisterschaft in Budapest siegten die Spanierinnen vor den Niederländerinnen. Die ungarische Mannschaft bezwang im Kampf um Bronze die italienische Mannschaft mit 10:9. Gabriella Szűcs warf im Spiel um den dritten Platz ein Tor. 2015 belegten die Ungarinnen bei der Weltmeisterschaft in Kasan den neunten Platz. Anfang 2016 gewannen die Ungarinnen den Titel bei der Europameisterschaft in Belgrad. Die Ungarinnen erreichten das Finale mit einem Halbfinalsieg über die Italienerinnen, im Finale besiegten sie die Niederländerinnen mit 9:7. Beim olympischen Wasserballturnier in Rio de Janeiro siegten die Ungarinnen im Viertelfinale gegen die Australierinnen nach Penaltyschießen. Nach der Halbfinalniederlage gegen das US-Team kam es auch im Spiel um Bronze gegen die Russinnen zum Penaltyschießen, das die Russinnen gewannen. Gabriella Szűcs hatte im Spiel um Bronze ein Tor geworfen, am Penaltyschießen war sie nicht beteiligt.
2017 war Ungarn Gastgeber der Weltmeisterschaft in Budapest. Die ungarische Mannschaft unterlag im Viertelfinale den Kanadierinnen und belegte am Ende den fünften Platz. 2018 verloren die Ungarinnen bei der Europameisterschaft in Barcelona im Halbfinale gegen die Niederländerinnen. Im Spiel um Bronze unterlagen sie den Spanierinnen mit 6:12. Gabriella Szűcs warf im Turnierverlauf sechs Tore. Bei den 2021 ausgetragenen Olympischen Spielen in Tokio besiegten die Ungarinnen im Viertelfinale die Niederländerinnen und unterlagen dann im Halbfinale den Spanierinnen. Das Spiel um Bronze gewannen die Ungarinnen mit 11:9 gegen die Russinnen. Es war die erste olympische Medaille für die ungarischen Wasserballspielerinnen, ihre männlichen Kollegen sind mit neun Olympiasiegen die erfolgreichste Wasserballmannschaft.